# Blackburneus charmionus
Blackburneus charmionus är en skalbaggsart som beskrevs av Bates 1887. Blackburneus charmionus ingår i släktet Blackburneus och familjen Aphodiidae. Inga underarter finns listade.